# 池田沙紀
池田 沙紀（いけだ さき、2001年3月18日 - ）は、日本の女子バスケットボール選手である。ポジションはポイントガード。Wリーグの山梨クィーンビーズ所属。

## 来歴
神奈川県出身。
岐阜女子高校でインターハイ、ウインターカップ優勝。U16アジアカップで準優勝を経験。
高校卒業後は筑波大学に進学。U19ワールドカップに出場。インカレベスト4も経験。
2023年1月、山梨クィーンビーズにアーリーエントリーとして加入。

## 日本代表歴
- 2018年 U18アジアカップ
- 2019年 U19ワールドカップ